# Günther Hell
Günther Hell (Bolzano, 30 agosto 1978) è un allenatore di hockey su ghiaccio ed ex hockeista su ghiaccio italiano, di ruolo portiere.

## Carriera

### Club
Hell giocò sostanzialmente per tutta la sua carriera, iniziata nella stagione 1997-98 con l'Hockey Club Bolzano. Fanno eccezione una breve parentesi (7 incontri nella stagione 2004-05) con l'HC Settequerce, farm team del Bolzano, e le esperienze nell'hockey in-line (maturate solitamente tra una stagione e l'altra del calendario dell'hockey su ghiaccio). Coi biancorossi vinse tutto a livello nazionale: 3 Scudetti, 2 Coppe Italia e 2 Supercoppe italiane.
Destò dunque un certo scalpore il divorzio coi biancorossi al termine della stagione 2006-07: dopo la partenza di Sergejs Naumovs, con cui Hell aveva diviso l'onere di difendere la porta bolzanina, sembrò destinato a diventare titolare unico. L'allenatore Doug McKey preferì invece puntare sull'olandese di origine canadese Phil Groeneveld. Hell si ritrovò senza squadra. Ad ottobre fu preso in prova dai Vienna Capitals. Dopo due soli incontri fu tagliato, e ritornò in Italia, all'Alleghe HC. Pochi giorni dopo il suo arrivo, Hell fu protagonista di una grande prova da "ex", e l'Alleghe eliminò il Bolzano nei quarti di finale di coppa Italia.
Dopo una sola stagione lasciò la squadra veneta, per approdare in prova all'EHC München, nella seconda serie tedesca. I bavaresi non lo misero sotto contratto, ed Hell si ritrovò - come nella stagione precedente - senza squadra. Si aggregò per qualche tempo all'HC Val Pusteria, ma senza venir tesserato, e solo a dicembre raggiunse un accordo con l'HC Appiano con cui giocò le ultime partite della stagione regolare ed i play-off di serie A2.
Nell'estate 2009 venne ingaggiato dal Vipiteno Broncos, squadra altoatesina del campionato di Serie A2.
Tornò all'HC Bolzano per la stagione 2010-2011, come secondo di Matt Zaba, e nella stessa stagione all'attività in campo affiancò quella in panchina, come allenatore dei portieri dell'altra compagine bolzanina maschile, l'EV Bozen 84, e della squadra femminile che fa parte della stessa società, l'EV Bozen Eagles. Nella stagione successiva la coppia di portieri fu confermata, mentre per il 2012-2013 Zaba si trasferì ai Vienna Capitals e tra i pali biancorossi si alternarono Hell, Tomas Duba, Tyson Sexsmith e Thomas Commisso.
Hell fu riconfermato anche nel 2013 con il passaggio della squadra alla EBEL austriaca. Con la maglia degli altoatesini vinse la EBEL 2013-2014.
Poco prima della chiusura della finestra di mercato di metà stagione 2014-2015, Hell fu tagliato per fare posto a Daniel Morandell.
Dal 2015 è allenatore dei portieri dell'HC Merano Junior.

### Nazionale
Ha esordito in Nazionale il 7 settembre 1999, nell'amichevole persa per 4-1 a Losanna contro la Svizzera. Da allora ha costantemente fatto parte della spedizione azzurra in tutte le occasioni ufficiali fino al 2008, sia ai mondiali che ai XX Giochi olimpici invernali. Al mondiale 2007 è stato nominato miglior giocatore del Blue Team da parte degli allenatori.

## Palmarès

### Club
- Campionato italiano: 3

Bolzano: 1997-1998, 1999-2000, 2011-2012
- Campionato austriaco: 1

Bolzano: 2013-2014
- Coppa Italia: 2

Bolzano: 2003-2004, 2006-2007
- Supercoppa italiana: 2

Bolzano: 2004, 2012

### Nazionale
- Campionato mondiale di hockey su ghiaccio - Prima Divisione: 1

Paesi Bassi 2005